# Ökosiedlung
Als Ökosiedlung (ökologische Siedlung, Ökodorf) wird ein Dorf oder Stadtteil bezeichnet, das bzw. der an ökologischen Kriterien wie der Nachhaltigkeit ausgerichtet ist.

## Konzept

### Ökosiedlung
Das Konzept der Ökosiedlung betrifft insbesondere die Verkehrsplanung (z. B. Stadtteile ohne Autoverkehr) sowie Energiestandards (also beispielsweise Niedrigenergiehäuser, Passivhäuser) und eine regionale Energieversorgung (mit erneuerbaren Energieträgern oder Blockheizkraftwerken). Teilweise sind Ökosiedlungen intentionale Gemeinschaften, d. h. die dort Lebenden haben sich bewusst zusammengefunden, um ihr Leben nach bestimmten Werten auszurichten. Aber auch „ganz normale“ Stadtteile werden als „Ökosiedlung“ bezeichnet, wenn sie in ihrer Bauweise und Raumplanung hohen ökologischen Standards genügen.

### Ökodorf
Die Idee des Ökodorfs ist es, möglichst alle Lebensbereiche zu integrieren. Also nicht nur ökologisch zu wohnen und dann jeden Tag mit dem Auto zur Arbeit zu fahren, sondern ebenso Produktion, Bildung, soziale Absicherung etc. innerhalb der Gemeinschaft zu organisieren. Weltweit gibt es eine Vielzahl derartiger Projekte.
Zeitmanagement und kollektive Zeitwahrnehmung unterscheiden sich in Ökodörfern meist grundlegend von gegenwärtigen arbeitsteiligen Gesellschaften. So tragen die sozialen Beziehungen und gemeinschaftsstiftende Prozesse zu einem anderen Rentabilitätsverständnis und Arbeit-Freizeit-Verhältnis bei.

## Verbreitung

### Deutschland
Beispiele für Ökosiedlungen sind die Ökologische Siedlung in Lilienthal, der Freiburger Stadtteil Vauban, die Ökosiedlung Friedrichsdorf und das ehemals geplante ecovillage hannover in Deutschland.
Beispiele für Ökodörfer in Deutschland sind Sieben Linden, Krummenhagen und Tempelhof.

### Österreich
„Der Lebensraum“ und das Projekt „Schönwasser“ (vormals „Keimblatt Ökodorf“) sind Öko-Siedlungen in Österreich.

### Schweiz
In der Schweiz gibt es:
„Ces“ im Tessin,
„Smala“ in Fribourg,
Schloss Glarisegg am Bodensee,
„Herzfeld Sennrueti“ in Degerswil (St. Gallen),
„Schweibenalp“ am Brienzersee,
„Belmont“ in Wilderswil (Interlaken).

### Europa und Welt
In Spanien ist beispielsweise das Dorf Matavenero zu nennen, in Kolumbien die Siedlung Gaviotas, in den USA etwa die „Ecovillage at Ithaca“ in Ithaca im Staat New York.

### Globales Netzwerk
Die Ökodörfer und Siedlungsprojekte organisieren sich zunehmend weltweit, um voneinander zu lernen: Insbesondere in Regionen mit Erfahrungen starker Umweltverschmutzung, Wüstenbildung und Abholzung von Wäldern versuchen ökologisch orientierte Pioniere Gegenpositionen mit nachhaltiger Entwicklung und ökologischer Landwirtschaft aufzubauen. Im Senegal sind Ökodörfer Teil der Regierungspolitik. 14.000 ländliche Gemeinden sollen zu Ökosiedlungen umgewandelt werden. So haben sie sich etwa im Global Ecovillage Network zusammengeschlossen. Im Dezember 2012 wurde in Sekem auch für Afrika ein weiteres Netzwerk gegründet.